# Cratera

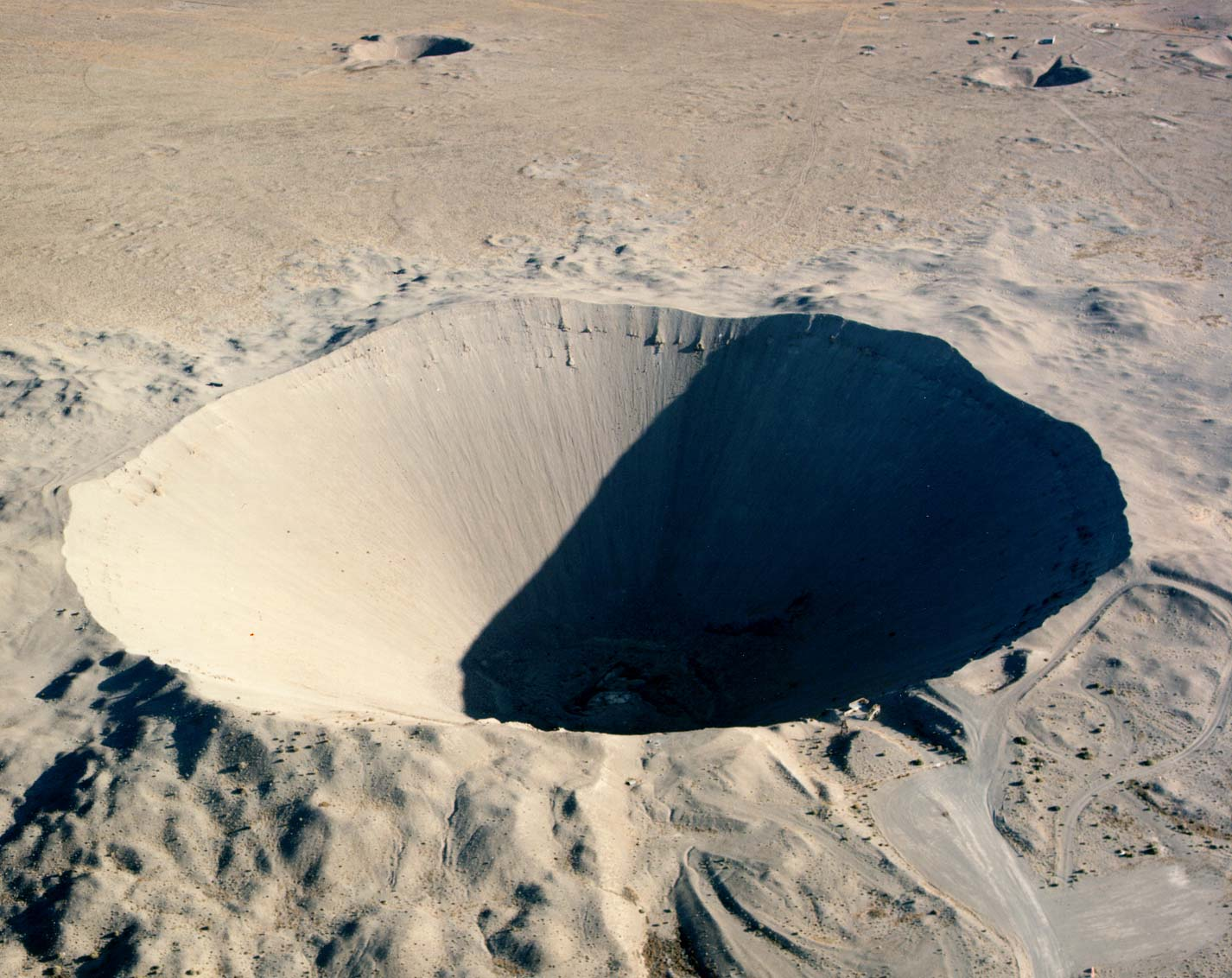
Cratera produzida por um teste nuclear

Cratera (do grego κρατήρας, transl. kratí̱ras, "vaso") é uma grande depressão circular existente no solo da Terra ou de qualquer corpo celeste. É caracterizada por bordas elevadas do que o terreno que as cerca.
Pode ser provocada pelo impacto de um meteorito ou asteroide com a superfície de um planeta, satélites ou outros asteroides.
O termo é também utilizado para designar a depressão formada pelos vulcões; o termo cratera vulcânica não deve ser confundido com caldeira (geologia), uma estrutura de colapso ou abatimento formada pela descompressão nos sistemas vulcânicos.
Outras crateras podem ser provocadas pela erosão, afundamento do terreno, mineração, terremotos, explosões, desmoronamento de cavernas etc.

## Tipos de crateras
- Cratera vulcânica
- Cratera de impacto
- Cratera de mineração
- Cratera de subsidência
- Cratera secundária